# 科爾多瓦鎮區 (伊利諾伊州羅克艾蘭縣)
科爾多瓦鎮區（英語：Cordova Township）是位於美國伊利諾伊州羅克艾蘭縣的一個行政鎮區。

## 地方資料
根據2010年美國人口普查的數據，科爾多瓦鎮區的面積為70.10平方千米，當中陸地面積為63.90平方千米，而水域面積為6.20平方千米。當地共有人口1638人，而人口密度為每平方千米23.37人。